# شهر ارواح گمشده
شهر ارواح گمشده (ژاپنی: 漂流街) فیلمی ژاپنی در سبک اکشن به کارگردانی تاکاشی میکه بر اساس رمانی از هاسه سیشو محصول سال ۲۰۰۰ است. داستان فیلم درباره ماریوی ژاپنی-برزیلی است که با دزدین یک هلیکوپتر مانع دیپورت شدن دوست‌دختر چینی خود کی می‌شود. در این فیلم یکی از متداول‌ترین درونمایه‌های کارهای میکه یعنی «بیگانگی و پذیرش» دیده می‌شود.